# Счастливчик (фильм, 2017)
«Счастливчик» (англ. Lucky) — американский фильм 2017 года, режиссёрский дебют актёра Джона Кэрролла Линча. Авторы сценария — Логан Спаркс и Драго Сумонджа. Главную роль исполнил Гарри Дин Стэнтон, для которого этот фильм стал одним из последних — актёр умер 15 сентября 2017 года, за две недели до выхода ленты на экраны в США. Фильм получил положительные отзывы критиков.

## Сюжет
В «Счастливчике» рассказывается история 90-летнего атеиста, борющегося со старостью.

## В ролях
- Гарри Дин Стэнтон — Счастливчик
- Дэвид Линч — Ховард
- Рон Ливингстон — Бобби Лоуренс
- Эд Бегли-младший — др. Кристиан Нидлер
- Том Скерритт — Фред
- Бет Грант — Элейн
- Джеймс Даррен — Поли
- Барри Шабака Хенли — Джо
- Ивонн Хафф — Лоретта
- Хьюго Армстронг — Винсент
- Бертила Дамас — Биби
- Ана Мерседес — Виктория
- Эми Клэр — Фрэнсис
- Юлиссес Олмедо — Хуан Уэйн

## Критика
Фильм получил положительные отзывы критиков. На Rotten Tomatoes его рейтинг составил 97 % (основан на рецензиях 76 критиков) со средним баллом 7.8 из 10. На Metacritic фильм получил 79 балов из 100, на основе рецензий 29 критиков.
На RogerEbert.com кинокритик Мэтт Золлер Зайц дал фильму наивысший рейтинг 4 из 4 звёзд. Он назвал «Счастливчика» «смиреннейшей и глубочайшей картиной последних лет» и поставил его в один ряд с такими фильмами, как «Более странно, чем в раю» и «Под сенью крон», отметив, что «Счастливчик» имеет «свой особый ритм и цвет, свою собственную эмоциональную температуру, свои собственные причины для показа и сокрытия вещей».

## Награды и номинации
| Награда                                 | Дата проведения церемонии | Категория                                  | Получатели и номинанты        | Результат | Сноски |
| --------------------------------------- | ------------------------- | ------------------------------------------ | ----------------------------- | --------- | ------ |
| Локарнский кинофестиваль                | 2-12 августа 2017 года    | Золотой леопард                            | Джон Кэрролл Линч             | Номинация | [ 4 ]  |
| Локарнский кинофестиваль                | 2-12 августа 2017 года    | Приз экуменического жюри                   | Джон Кэрролл Линч             | Победа    | [ 4 ]  |
| Хихонский кинофестиваль                 | 2017                      | Grand Prix Asturias за лучший фильм        | Джон Кэрролл Линч             | Номинация | [ 4 ]  |
| Хихонский кинофестиваль                 | 2017                      | AISGE Award за лучшую мужскую роль         | Гарри Дин Стэнтон (посмертно) | Победа    | [ 4 ]  |
| Хихонский кинофестиваль                 | 2017                      | Лучшая оригинальная музыка                 | Элвис Кюн                     | Победа    | [ 4 ]  |
| Международный хайфский кинофестиваль    | 2017                      | Carmel Award за лучший международный фильм | Джон Кэрролл Линч             | Номинация | [ 4 ]  |
| Международный хайфский кинофестиваль    | 2017                      | Fedeora Award за лучший дебютный фильм     | Джон Кэрролл Линч             | Победа    | [ 4 ]  |
| Международный кинофестиваль в Салониках | 2017                      | «Золотой Александр» за лучший фильм        | Джон Кэрролл Линч             | Номинация | [ 4 ]  |
| Готэмская премия независимого кино      | 27 ноября 2017 года       | Лучший актёр                               | Гарри Дин Стэнтон (посмертно) | Номинация | [ 5 ]  |
| Camerimage                              | 2017                      | Лучший режиссёрский дебют                  | Джон Кэрролл Линч             | Номинация | [ 4 ]  |
| «Спутник»                               | 2017                      | Лучшая мужская роль                        | Гарри Дин Стэнтон (посмертно) | Победа    | [ 4 ]  |
| «Спутник»                               | 2017                      | Лучший дебютный фильм                      | Джон Кэрролл Линч             | Победа    | [ 4 ]  |
| «Сатурн»                                | 2018                      | Лучший независимый фильм                   |                               | Номинация | [ 4 ]  |